# Hoy tengo ganas de ti
«Hoy tengo ganas de ti» es una canción escrita e interpretada por el cantautor español Miguel Gallardo para su álbum Miguel Gallardo 2 publicado en el año 1976. En 1996 el dúo español Azúcar Moreno hizo una nueva versión del tema; luego en 2007 Ricardo Montaner versionó la canción nuevamente. En 2013 Alejandro Fernández junto con Christina Aguilera versionaron la canción.

## Versión de Alejandro Fernández y Christina Aguilera
En 2013, el cantante mexicano Alejandro Fernández junto con la cantante estadounidense Christina Aguilera hizo un cover, para el álbum de estudio del primero titulado Confidencias. La canción es una balada que contiene en la lírica la historia de amor entre dos parejas. Originalmente fue escrita e interpretada por el cantautor Miguel Gallardo en el año 1975. En esta nueva versión, la canción fue producida por el recién fallecido Phil Ramone, y se adaptó para dos voces —Aguilera y Fernández—, ya que la versión original era para una sola voz.
La canción recibió críticas positivas, entre ellas que "cualquier cosa que Christina Aguilera toca hace que suene como un sueño, pero cuando ella comparte la canción con otro cantante sensacional, es simplemente increíble".
La canción formó parte del tema principal de la telenovela mexicana La tempestad de la casa productora Televisa, quien está protagonizada por el actor cubano William Levy y la modelo mexicana Miss Universo 2010 Ximena Navarrete. Esta es la segunda ocasión que Aguilera participa como intérprete de un tema principal de una telenovela después de "Falsas esperanzas" la cual se extrajo de su único álbum en español titulado Mi reflejo para que formara parte de la telenovela mexicana Como en el cine de la casa productora TV Azteca. En cuanto a Fernández quien ha participado en varias ocasiones para tema principal de telenovelas mexicanas y extranjeras las que destacan "Mañana es para siempre", "Amor gitano" con Beyonce y "Niña amada mía" para las telenovelas Mañana es para siempre, El Zorro: la espada y la rosa y Niña amada mía respectivamente.
En cuanto al rendimiento en las listas de popularidad, en México se ubicó en el número 1, asimismo fue la canción más descargada en la misma semana de su debut en el país en el cual recibió disco de platino por sus ventas altas por la compañía AMPROFON. En España logró debutar en el número 4 de la lista principal del país. En los Estados Unidos alcanzó el número 5 de las listas latinas, además de ser la tercera canción más descargada de música latina en dicho país en la semana debut.

## Antecedentes
Luego de trabajar Aguilera en su quinto álbum de estudio Lotus (2012) con el único sencillo "Your Body" participó con la colaboración de "Feel This Moment" (2013) con el rapero cubano Pitbull, y al mismo tiempo que promociona "Feel This Moment" en ceremonias como en los Kids Choice Awards y los Billboard Music Awards se dio a conocer por el productor Salvador Mejía Alejandre que Christina Aguilera participaría a un dueto con el cantante mexicano Alejandro Fernández quien se encontraba preparando en ese entonces un nuevo álbum después de su último álbum de estudio Dos mundos (evolución + tradición) (2009).
El productor Salvador Mejía Alejandre fue quien reunió a los dos cantantes para que formaran parte del nuevo tema principal de la telenovela mexicana La tempestad de Televisa, la cual está protagonizada por el actor cubano William Levy y la modelo y ahora también actriz mexicana Miss Universo 2010 Ximena Navarrete. Tras la noticia que dio Salavador Mejia se publicó rápidamente por todo México sobre dicho dueto y un reportero entrevistó al productor preguntándole sobre el suceso y comentó:

"Es correcto, de hecho, acabo de salir de una reunión donde ya se confirmó dicha participación, fue un trabajo arduo ahí de la disquera y que por suerte ya se logró, ya se grabó el tema y pues ya está en esta lucha, en esta tempestad de voces que esperemos sea de su agrado".
Salvador Mejia.

Además confirmó que el tema no sería inédito:

"Originalmente era una sola voz y aquí es en dueto en español obviamente y con ese sentimiento latino y ese sentimiento temperamental que requiere La Tempestad".
Salvador Mejia.

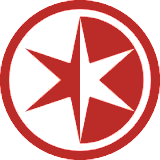
La canción forma parte del tema principal de la telenovela mexicana La tempestad de Televisa.

Cabe mencionar que esta es la segunda ocasión que Aguilera participa como intérprete de un tema principal de una telenovela después de "Falsas esperanzas" la cual se extrajo de su único álbum en español titulado Mi reflejo para que formara parte de la telenovela mexicana Como en el cine de la casa productora TV Azteca. Además se marcó como el regreso de Aguilera a la música en español con este sencillo después de más de diez años tras la publicación de su único álbum en español titulado Mi reflejo en el 2000 con cual cosechó éxitos con sencillos como "Genio atrapado", "Ven conmigo (Solamente tú)" y "Pero me acuerdo de ti", aunque anteriormente Aguilera había trabajado en canciones en español como el tenor Andrea Bocelli en la canción "Somos Novios" y en la banda sonora de la película Casa de Mi Padre (2012) con el tema del mismo nombre "Casa de Mi Padre" aunque ninguno de las dos canciones logró ser sencillo, por lo tanto "Hoy Tengo Ganas De Ti" es el primer sencillo en español para Christina Aguilera desde el 2001. En cuanto a El Potrillo (Alejandro Fernández) quien ha participado en varias ocasiones para tema principal de telenovelas mexicanas y extranjeras, las cuales destacan "Mañana es para siempre", "Amor gitano" con Beyonce, "Que voy a hacer con mi amor" y "Niña amada mía" para las telenovelas Mañana es para siempre, El Zorro: la espada y la rosa, La esposa virgen y Niña amada mía respectivamente. La última fue para la telenovela argentina Sos mi hombre de la casa productora El Trece con el tema "Miénteme".
Por otra parte, la canción también está incluida en el nuevo álbum de estudio del cantante mexicano quien publicó en su cuenta de Twitter el día del estreno de la canción "estoy muy contento porque podrán escuchar mi nuevo sencillo #HoyTengoGanasDeTi junto a Christina Aguilera #nuevodiscocontodo". Además destacó en una entrevista que "este disco es un clásico, una joya desde mi punto de vista. Ha tomado mucho tiempo porque las cosas buenas toman su tiempo. Christina tiene una voz impresionante, dulce pero a la vez muy potente y cargada de sentimiento. Me siento muy contento y orgulloso con el resultado".

### Producción
La canción fue escrita por el cantautor español Miguel Gallardo para su primer álbum de estudio Autorretrato el cual fue lanzado en 1975. En esta nueva versión la canción fue producida por el productor recién fallecido Phil Ramone, quien trabajó como supervisor de la canción "Happy Birthday Mr. President" de Marilyn Monroe para el presidente John F. Kennedy en el Madison Square Garden. Además trabajó para las producciones discográficas de cantantes de la talla de Olivia Newton-John, Frank Sinatra, Laura Pausini, Gloria Estefan, Tony Bennett, Billy Joel, Madonna y Paul McCartney, entre otros.

### Publicación
El sitio web de la casa productora Televisa dio a conocer que la canción se estrenaría el 8 de mayo en dicho sitio web en un horario de la tarde. Alejandro Fernández por la mañana confirmó la noticia en la red social Twitter "estoy muy contento porque pronto podrán escuchar mi nuevo sencillo #HoyTengoGanasDeTi junto @Xtina (Christina Aguilera)", pero en cuestiones de minutos publicó la canción a su seguidores justificándose con que "ya no aguantaba por compartirla". Días después, el 10 de mayo, Alejandro Fernández publicó que por el día de las madres en México ya estaba disponible en iTunes la canción para su descarga digital. A la hora de su lanzamiento logró posicionarse dentro del top veinte y en cuestión de horas estuvo en el número uno en iTunes México. El 11 de mayo Christina Aguilera publicó en su cuenta de Facebook que la canción estaba disponible en iTunes en el mercado estadounidense "Song I did with Alejandro Fernández is out iTunes! XoXtina (en español: la canción que hice con Alejandro Fernández esta en iTunes! XoXtina)".
Tras la publicación de la novela mexicana La Tempestad el 13 de mayo —donde la canción forma parte del tema principal de esta— ayudó para que siguiera número 1 en iTunes México, al igual que en otros 17 países de habla hispana como Chile, España, Bolivia, Colombia, Guatemala, Nicaragua, República Dominicana, Ecuador, entre otros.

### Vídeo musical

#### Antecedentes
Actualmente cuenta con más de 400 millones de reproducciones siendo este el video más visto de Fernández.

El vídeo musical se estrenó en el sitio web VEVO de Alejandro Fernández.

El vídeo musical de "Hoy tengo ganas de ti" fue dirigido por el director de cine colombiano Simón Brand en Los Ángeles, California . El 15 de mayo, Aguilera publicó en sus redes sociales como Facebook y Twitter que se encontraba grabando el nuevo vídeo de la canción adjuntando una imagen luciendo en corpiño y una falda a la cintura ajustada al cuerpo mostrando sus curvas en un balcón frente al mar. Varios medios de comunicación mexicanos y estadounidenses —donde ambos artistas son originarios— así como también alrededor del mundo comentaban constantemente la figura de Aguilera que lucía en tal foto. El Videoclip fue postproducido por Entropy Studio entre Los Ángeles y Zaragoza.
Días antes del estreno del vídeo musical, se dio un pequeño especial en la cadena televisiva E! donde se dio a conocer que el director optó por escenas en blanco y negro, elegantes y abstractas, plasmando los momentos que dejó una relación amorosa llena de pasión. Además de que los cantantes dieron una pequeña entrevista a la cadena. Alejandro Fernández comentó:

"Bueno la idea de grabar con Christina Aguliera es simplemente porque, en mí consideración que es una de las voces más bellas y con más talento en todo el mundo".
El Potrillo (Fernández).

Asimismo, Christina Aguilera argumentó:

"Cuando escuche sobre la oportunidad de grabar con Alejandro Fernández, ¿cómo podría decir que no? era una oportunidad increíble, tengo mucho respeto por su talento, pasión y la fuerza de su voz y todas sus cualidades. Siempre estoy abierta a hacer cosas que mis fans que hablan el español puedan disfrutar así que es muy emocionante para mí estar en el set del video para finalmente tener el resultado".
Xtina (Aguilera).

### Publicación y trama

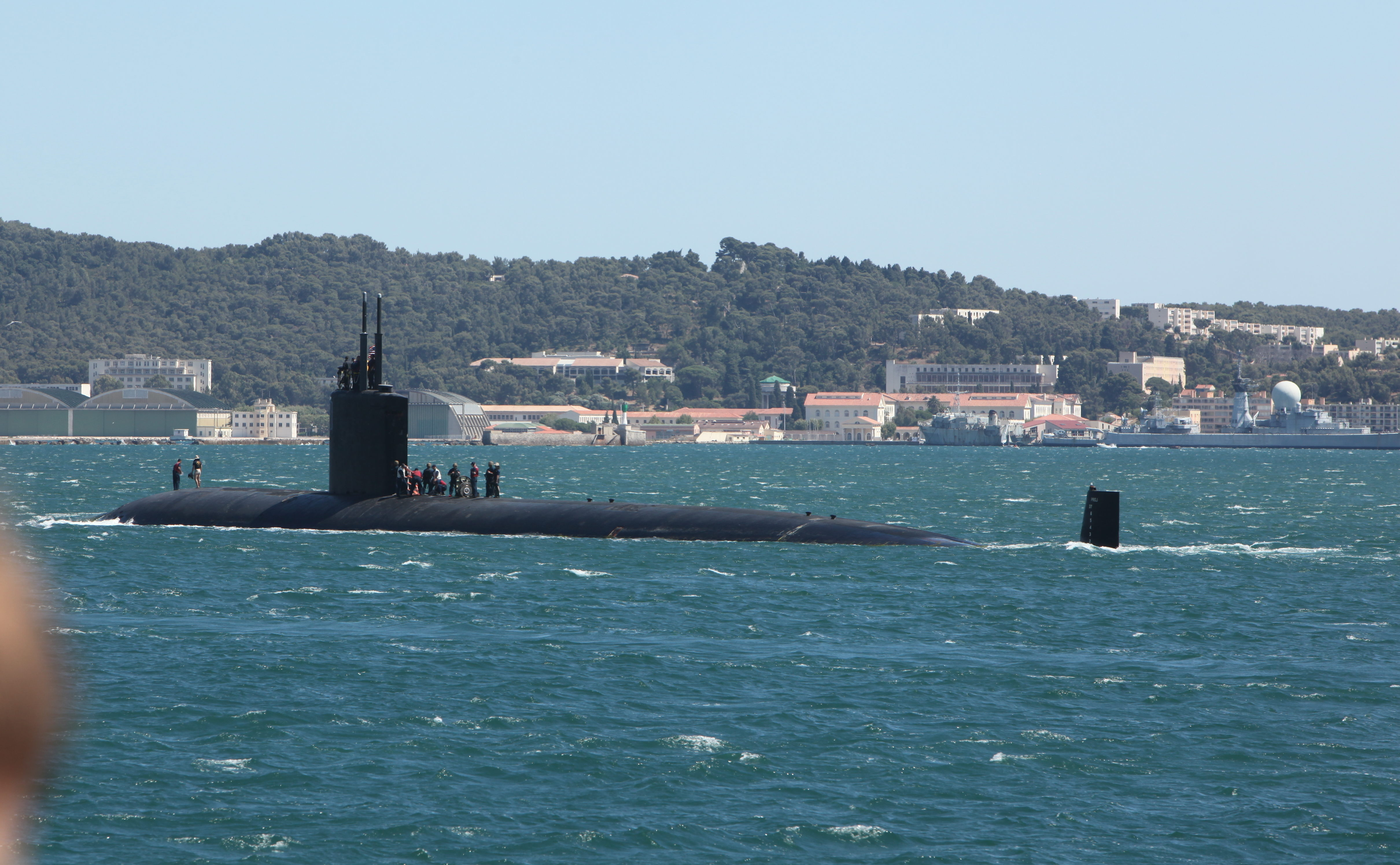
El vídeo musical fue grabado en una mansión situada a las orillas de las playas de Los Ángeles, California.

Después de una larga espera por los seguidores de Fernández y Aguilera, el vídeo musical se estrenó una mañana de 19 de julio de 2013 en el canal oficial de VEVO en YouTube de Alejandro Fernández con el título "Hoy Tengo Ganas De Ti" sin los nombres de ambos, semanas después apareció solamente el nombre de " Hoy Tengo Ganas De Ti ft. Christina Aguilera".
Con una duración de 4:57 minutos, con el cual empieza una modelo en el agua con un vestido largo y suelto de color magenta el cual se hace una escena abstracta mientras pasan los nombres de Alejandro Fernández, Christina Aguilera, título de la canción y el nombre del director del vídeo (Simón Brand). Después sale El Potrillo setando y mientras entona la canción también se le puede ver caminando por una mansión con los muebles cubiertos de papel plástico. En la apertura de Xtina (Aguilera) comienza en un balcón con vista al mar vestida con una falda negra, con lenseria en la parte de arriba y un suéter delgado semi-puesto mientras entona la canción, en el mismo instante se puede ver por un extremo el rostro de Alejandro. También de ver a Aguilera bajando de unas escaleras con un vestido largo negro de rayas doradas delgadas y con los labios rojos que caracterizan a Christina Aguilera desde el 2006. En la parte de ambos, salen en la misma mansión en el lugar donde se encontraban Fernández al principio del vídeo donde se les puede ver que tienen una relación y están "reconciliándose" —unas escenas poco parecido al vídeo musical de Ricky Martin con Christina Aguilera, "Nobody Wants to Be Lonely" (2001)—. Luego aparece Christina sentada en un banco frente al espejo con la misma vestimenta que uso en el balcón.
Cabe mencionar que mientras sucede la historia de dicho vídeo salen las escenas abstractas de la modelo del vestido magenta —el cual le da un panorama distinto al vídeo— y con un acompañante con un traje negro. La última escena del vídeo el modelo varón salva a la mujer quien estaba en la piscina entrando por la mansión mientras va escurriendo agua desde el vestido magenta hacia el suelo.

### Recepción

#### Crítica
El sitio web de Perez Hilton señaló que "Cualquier cosa que Christina Aguilera toca hace que suene como un sueño, pero cuando ella comparte la canción con otro cantante sensacional, es simplemente increíble!" y argumentó que "Christina junto con Alejandro Fernández nos sorprendieron con la emocionalmente poderosa canción "Hoy Tengo Ganas De Ti", Ambos cantantes entregan la canción con el poder, el sentimiento y todos los detalles correctos en los lugares correctos". El sitio web E! Latinoamérica comentó que "Christina Aguilera siempre ha tenido presente sus raíces latina. Todos recordamos el disco que lanzó completamente en español, Mi Reflejo" y siguió con "nuevamente la estrella ha decidido cantar en su lengua paterna, nada más y nada menos que junto a Alejandro Fernández con uno de los temas más románticos de la historia".

### Comercial

En Estados Unidos, "Hoy tengo ganas de ti" se ubicó en las listas más importantes de música latina que contabiliza la revista Billboard.

Tras la salida de la canción consiguió ser número 1 en diecisiete países de descargas en iTunes. En el continente americano, en los Estados Unidos mientras que las canciones de Aguilera "Feel This Moment" y "Let There Be Love" se encontraban en algunas listas de la revista Billboard, la canción "Hoy tengo ganas de ti" logró debutar en la lista Latin Digital Songs de la misma revista en el número 25 en la edición 25 de mayo de 2013. En la edición 1 de junio la canción logró subir al puesto número 3 de dicha lista. En la misma edición debutó en el número 34 en la lista Billboard Latin Hot 100, lista que Aguilera no figuraba con un sencillo en español desde el 2001 con la canción "Pero me acuerdo de ti" y en general desde 2011 con el sencillo "Moves like Jagger". En cuanto a El potrillo (Alejandro Fernández) no figuraba desde el 2009 con el sencillo "Estuve". Para la edición 20 de julio la canción subió al puesto número 29, sumando cuatro semanas no consecutivos en el listado. En esa misma edición la canción logró ubicarse en el número 15 de la lista Latin Pop Songs, además de debutar en el número 43 de la lista Latin Airplay (radios estadounidenses de música latina). En la semana siguiente para la edición 27 de julio la canción avanzó al número 26 de la lista Latin Digital Songs y tras el estreno del vídeo musical la canción logró avanzar para la siguiente edición hasta el número 16 sumando seis semanas no consecutivas. Mientras que en la lista Latin Digital Songs se mantiene en el número 7 durante dos semanas consecutivas (desde la edición 27 de julio a 3 de agosto). Tras el estreno de la novela de La tempestad en la televisión latina en los Estados Unidos la canción entró al top diez de la lista principal de música latina de la revista Billboard ubicándose en el número 6 de Billboard Latin Hot 100 en la edición 10 de agosto. Mientras que en la lista Latin Digital Songs se vuelve mantener en el número 7 por tercera semana consecutiva. Para la edición 17 de agosto la canción subió un puesto en la lista Billboard Latin Hot 100 de número 6 al 5. Y después de estar tres semanas consecutivas en el número 7 de la lista Latin Digital Songs subió al número 5. En las siguientes ediciones de 24 de agosto, 31 de agosto, 7 de septiembre y 14 de septiembre la canción se mantiene en el mismo número de la edición 17 de agosto para ambas listas de Billboard Latin Hot 100 y Latin Digital Songs.

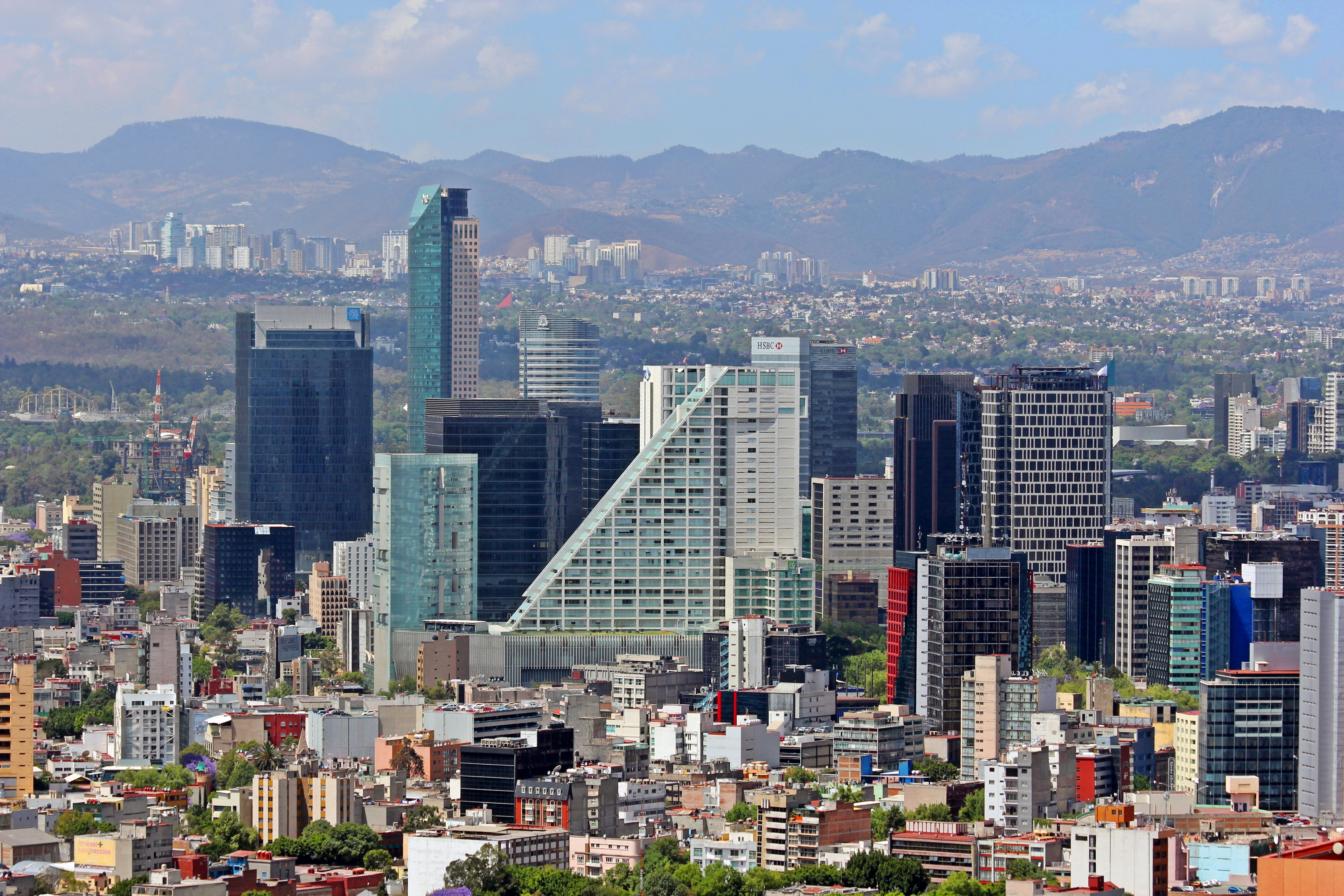
En México, la canción "Hoy tengo ganas de ti" logró ser un rotundo éxito.

En México la canción "Hoy tengo ganas de ti" debutó en el número 18 de la lista Monitor Latino, y alcanzó el puesto número 1 de la misma lista. Además la compañía discográfica EMI Music publicó en su cuenta de Twitter que la canción "Hoy tengo ganas de ti" se ubicó en el número 1 del sitio Deezer México en las canciones más descargadas del país. Por otra parte, logró ubicarse en el número 3 de la lista Billboard Airplay México (estaciones de radio). A los diecisiete días que la canción salió a la venta y antes de la salida del video musical logró certificación de disco de oro por vender más de 30 000 copias en México. Semanas después y nuevamente antes de que saliera el vídeo musical la canción, El Potrillo (Alejandro Fernández) publicó en su cuenta de Instagram y Facebook que la canción logró certificación de disco de platino por superar las ventas de 65 000 copias vendidas en el mismo país agradeciendo por la compra de música legal. A finales de año el sencillo ya había vendido más de 180 000 copias en el país recibiendo triple disco de platino. En Ecuador la canción alcanzó el número 6 de la lista oficial de país.
En Europa, "Hoy tengo ganas de ti" debutó en el número 4 de la lista España Top 50, lista que administra la organización productores de música de España. Hasta el momento el sencillo ha durado dieciocho semanas consecutivas en dicha lista de popularidad.

### Uso de la canción
La canción forma parte del tema principal de la telenovela mexicana La tempestad de la casa productora Televisa, quien está protagonizada por el actor cubano William Levy y la modelo mexicana Miss Universo 2010 Ximena Navarrete. En el programa mexicano Parodiando de la segunda temporada, la participante Pilar Guzmán imitando a Christina Aguilera junto al participante Christopher Escobedo parodiando a Alejandro Fernández cantaron la canción "Hoy tengo ganas de ti" en dueto.
En la tercera temporada del reality show La Voz... México se interpretó el tema "Hoy tengo ganas de ti" para la ronda de batallas por los concursantes Mario Velázquez y Aby Espinoza -del equipo de Wisin y Yandel- quien esta última concursante fue la elegida como ganadora de dicha batalla mientras que el primero abandonó el programa.
En la retransmisión de la telenovela colombiana Café, con aroma de mujer en Argentina como tema promocional.

### Formatos
| Versión Original |                                    |          |  |
| N.º              | Título                             | Duración |  |
| 1.               | «Hoy tengo ganas de ti» (sencillo) | 04:47    |  |

### Listas

#### Semanales
| América        |                           |   |
| Estados Unidos | Billboard Latin Hot 100   | 2 |
| México         | Billboard Mexican Airplay | 1 |
| México         | Monitor Latino            | 1 |
| Venezuela      | Hot Music 50              | 1 |
| Europa         |                           |   |
| España         | España Top 50             | 4 |

#### Anuales
| País           | Lista (2013)                     | Mejor posición |
| -------------- | -------------------------------- | -------------- |
| México         | Monitor Latino                   | 2              |
| Estados Unidos | U.S. Hot Latin Songs (Billboard) | 4              |
| Estados Unidos | U.S. Latin Pop Songs (Billboard) | 7              |

### Certificaciones
| País      | Organismo certificador | Certificación           | Ventas certificadas | Simbolización | Ref.          |
| --------- | ---------------------- | ----------------------- | ------------------- | ------------- | ------------- |
| México    | AMPROFON               | Disco de Diamante       | 641 000+            |               | [ 52 ] [ 53 ] |
| Venezuela | AMPROFON               | Triple Disco de Platino | 30 000+             |               | [ 52 ] [ 53 ] |

### Premios y nominaciones
| Año                    | Galardones                   | Premio                               | Nominación              | Resultado | Ref.   |
| ---------------------- | ---------------------------- | ------------------------------------ | ----------------------- | --------- | ------ |
| Nominaciones y premios |                              |                                      |                         |           |        |
| 2014                   | Premios Lo Nuestro           | Vídeo del año                        | "Hoy tengo ganas de ti" | Nominado  | [ 54 ] |
| 2014                   | Billboard Latin Music Awards | Canción del año (colaboración vocal) | "Hoy tengo ganas de ti" | Nominado  | [ 55 ] |
| 2014                   | Billboard Latin Music Awards | Artista femenina del año             | "Christina Aguilera"    | Nominado  | [ 55 ] |
| 2014                   | Billboard Latin Music Awards | Artista del año ("crossover")        | "Christina Aguilera"    | Nominado  | [ 55 ] |

NOTA: Las candidaturas hacia Christina Aguilera son gracias a la canción "Hoy tengo ganas de ti", mientras que las candidaturas hacia Alejandro Fernández aparecen gracias a su álbum "Confidencias".

### Historial de lanzamiento
| Historial de lanzamiento |                    |                  |
| Región                   | Fecha              | Formato          |
| México                   | 10 de mayo de 2013 | descarga digital |
| España                   | 13 de mayo de 2013 | descarga digital |

## Versiones
- En 1996, el dúo español Azúcar Moreno graba "Hoy tengo ganas de ti" en su disco Esclava de tu piel y fue lanzado como el segundo sencillo de este álbum.
- En 2007, la canción Hoy tengo ganas de ti fue versionada por el cantante argentino Ricardo Montaner para su álbum Las mejores canciones del mundo.[58] Su versión alcanzó el número uno en las listas de música venezolana. El vídeo musical fue filmado en la ciudad de Nueva York y dirigido por su esposa Marlene Rodríguez Miranda. Su versión llegó al 23 en la Hot Latin Songs en los Estados Unidos y a número uno en Venezuela.[59]
- En 2010, el cantante y compositor salvadoreño Marito Rivera y su Grupo Bravo lanzaron una versión del tema para su álbum "Bravisimo"
- En 2022, la cantante gaditana Greys Beltrán realiza una versión muy personal de la canción “Hoy tengo ganas de ti”.
- En 2024, el cantante español grabó una versión de Abraham Mateo.